# Teófilo Mamani García
Teófilo Pedro Mamani García (Chiapa, 19 de mayo de 1969) es un político y contador chileno y líder comunitario conocido por su trabajo en la comuna de Colchane, siendo alcalde en más de una oportunidad, entre 2008 y 2016 y desde 2024.

## Biografía
Teófilo Mamani es hijo de Pedro Pablo Mamani García y Felipa Eustaquia García Choque. Desde joven mostró un interés por el desarrollo de su comunidad, participando en diversas actividades sociales y culturales. Estudió contabilidad y financias en Instituto Profesional IPP.

## Trayectoria política

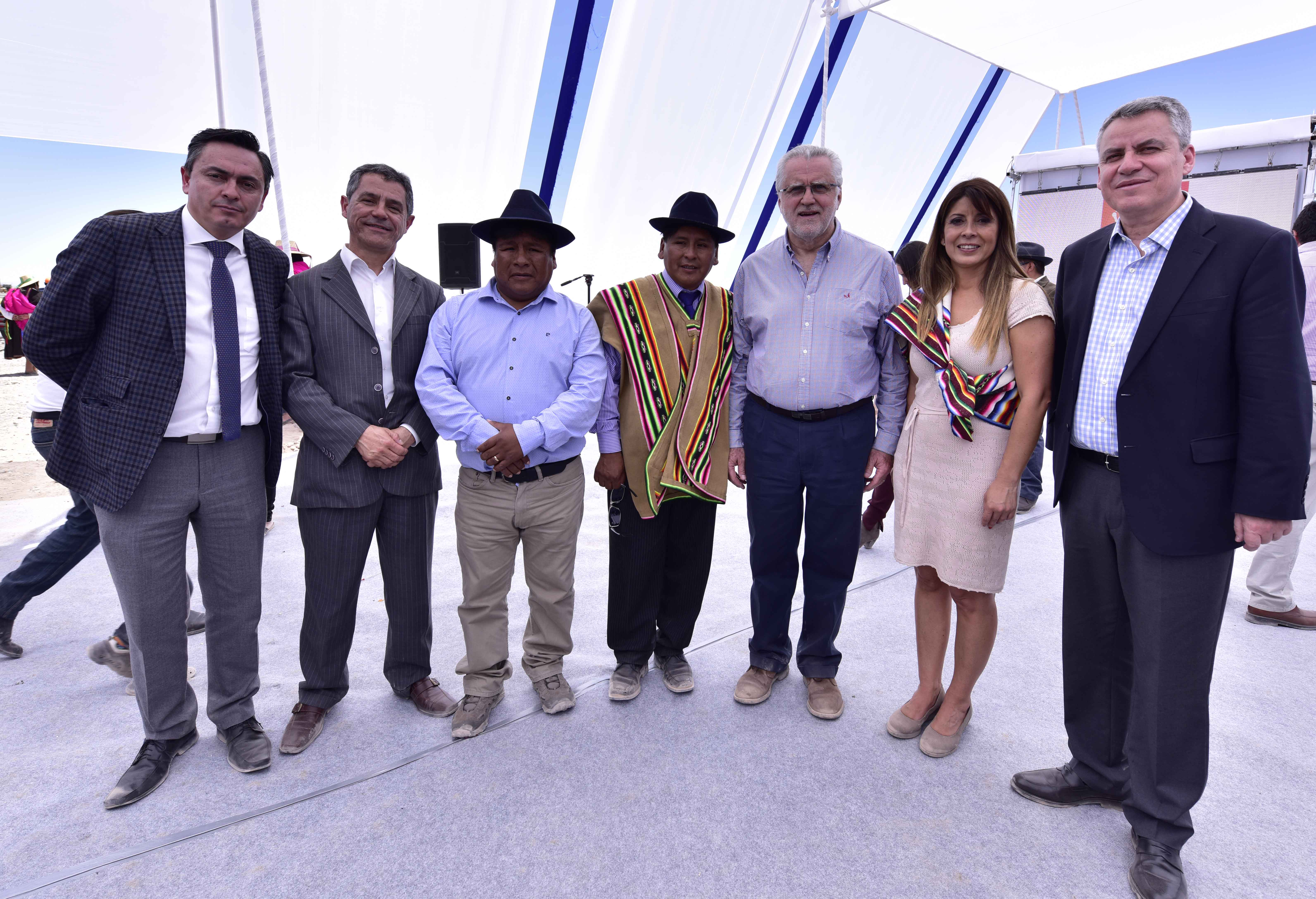
El alcalde Teófilo Mamani y autoridades del gobierno central en 2016.

Teófilo Mamani fue elegido alcalde de Colchane en varios períodos. Ejerció el cargo entre 2008 y 2016, representando a Renovación Nacional (RN), partido del cual fue miembro.

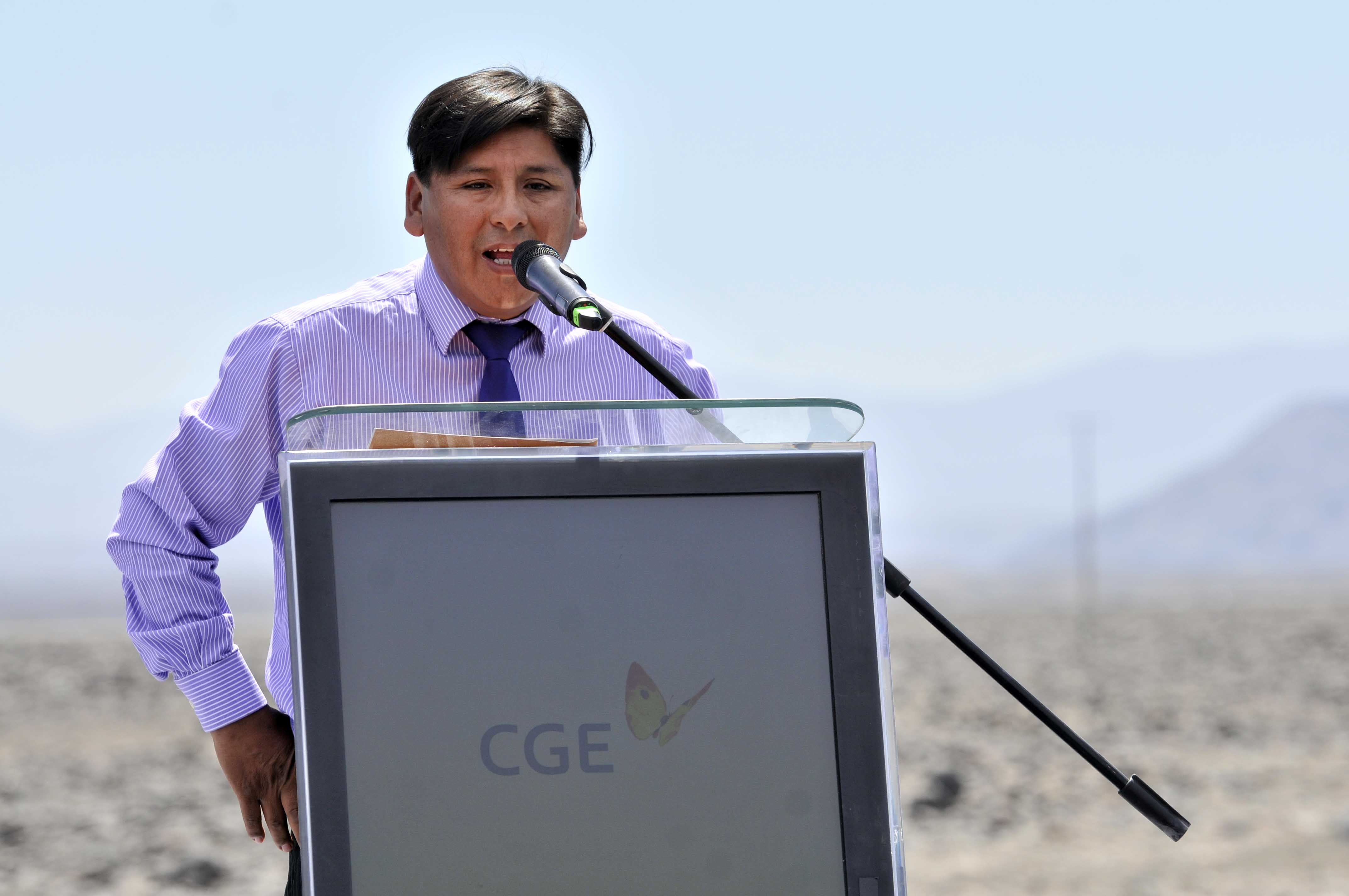
Teófilo hablando

En 2012 El Tribunal Calificador de Elecciones (Tricel) resolvió que no anularía las elecciones de alcalde y concejales en las comunas de Camiña y Colchane, desechando la resolución adoptada unas atrás semanas por el TER.
El 26 de abril de 2019, el Tribunal de Juicio Oral en lo Penal de Iquique condenó a Teófilo Mamani y al exfuncionario municipal Milano Calle Llave por malversación de caudales públicos. El tribunal estableció que, en octubre de 2014, Mamani había utilizado maquinaria de la Municipalidad de Colchane para realizar trabajos en un terreno arrendado a su nombre en la comuna de Alto Hospicio. La maquinaria, un cargador frontal municipal, fue utilizada para mover tierra en beneficio personal, actividad que causó un perjuicio fiscal estimado en $4.800.000 CLP.
Según la investigación, el 17 de octubre de 2014, la maquinaria municipal fue operada por Milano Calle, un funcionario de la Municipalidad de Colchane, en un terreno particular de Mamani. La denuncia fue presentada por los concejales Benjamín García, Manuel Challapa y Vicente García, quienes constataron el uso indebido y notificaron a las autoridades correspondientes. A pesar de que Mamani defendió sus acciones argumentando que el uso de la maquinaria respondía a una necesidad de mantenimiento, el tribunal no acogió su versión y lo condenó a una inhabilitación temporal para ejercer cargos públicos y una multa equivalente al 50% del valor estimado de los recursos malversados.
Tras cumplir la inhabilitación de cinco años impuesta por la sentencia, Teófilo Mamani volvió a postularse para el cargo de alcalde en las elecciones municipales de 2024 en la cual fue elegido alcalde nuevamente, venciendo al alcalde incumbente, Javier García Choque. Mamani obtuvo un total de 746 votos, mientras que García recibió 691 (36,02%), lo que marcó una diferencia de 55 votos (33,37%).

## Distinciones
En el marco del II Encuentro de Concejales de la provincia de Salta en 2011, el alcalde de Colchane, Teófilo Mamani García y los concejales Lorenzo Mamani Castro y Rosauro García Choque se reunieron protocolarmente en la sala de la intendencia con el jefe comunal Miguel Isa, el ministro de Gobierno de Salta (Argentina), Seguridad y Derechos Humanos, Pablo Kosiner, y miembros del gabinete comunal intercambiaron presentes y se entregó a los visitantes de Chile placas destacando la voluntad de "amistad e intercambio permanentes" que deben unir a ambos pueblos.

## Historial electoral
| Año  | Tipo                  | Territorio | Pacto   | Partido       | Votos | %     | Resultado |
| ---- | --------------------- | ---------- | ------- | ------------- | ----- | ----- | --------- |
| 2008 | Municipales a alcalde | Colchane   | Alianza | RN            |       |       | Alcalde   |
| 2012 | Municipales a alcalde | Colchane   | Alianza | RN            |       |       | Alcalde   |
| 2024 | Municipales a alcalde | Colchane   |         | Independiente | 746   | 36.02 | Alcalde   |